# جاكوب (اسم)
جاكوب أو يعقوب باللغة العربية هو اسم علم مذكر ذو أصل عبري، منتشر في الدول الغربية ومعناه الذي يعقب.

## الشخصيات
- جاكوب زوما سياسي جنوب أفريقي
- جاكوب فوغر رجل أعمال ألماني
- جاكوب ريس صحفي ومصور أمريكي
- جاكوب أرمينيوس فيلسوف ولاهوتي هولندي
- جاكوب غريم روائي ألماني
- جاكوب برونوفسكي رياضياتي وفيلسوف بولندي بريطاني
- جاكوب أوبنر عالم حشرات ألماني
- جاكوب أرتيست ممثل أمريكي
- جيكوب إبستين نحات إنجليزي أمريكي
- جاكوب بروس فلكي روسي
- جاكوب باجيرستيد لاعب كرة يد دنماركي
- جاكوب بولن لاعب كرة سلة أمريكي
- جاكوب بورنس لاعب كرة قدم أسترالي
- جاكوب بولتل لاعب كرة سلة نمساوي
- جايكوب بارنيت رياضياتي وفلكي أمريكي
- جاكوب بلاشتشيكوفسكي لاعب كرة قدم بولندي
- جاكوب بيرنولي رياضياتي سويسري
- جاكوب تاماركين رياضياتي روسي أمريكي
- جاكوب فوجلسانج دراج دنماركي
- جاكوب فان هيمسكيرك مستكشف وقائد عسكري هولندي
- جاكوب فولهارد كيميائي ألماني
- جاكوب كلاين رياضياتي بولندي ألماني
- جاكوب ليو سياسي أمريكي
- جاكوب ليغيثو لاعب كرة قدم جنوب أفريقي
- جاكوب ميلمان مهندس كهربائي أمريكي
- جاكوب ميتيوس مخترع هولندي
- جاكوب مولينغا لاعب كرة قدم زامبي
- جاكوب ماتلالا ملاكم جنوب أفريقي
- جاكوب نغويرا لاعب كرة قدم ملاوي
- جاكوب نينا سياسي مكرونيزي
- جاكوب هلاسك لاعب كرة مضرب سويسري تشيكي
- جاكوب يانغ ممثل أمريكي
- جاكوب يوهانسون لاعب كرة قدم سويدي
- جيكوب كريسي شافر عالم أحياء ألماني
- جيكوب جورج آغارد عالم أحياء سويدي
- جيكوب أبلباوم صحفي وعالم حواسيب أمريكي
- جيكوب فراجوميني ملاكم إيطالي

### شخصيات خيالية
- جاكوب بلاك شخصية من روايات الشفق